# Kildonan Castle
Kildonan Castle ist die Ruine einer Spornburg im Dorf Kildonan an der Südküste der Isle of Arran in der schottischen Council Area North Ayrshire. Der Name von Burg und Dorf ist vom Namen eines früheren Bewohners, des Heiligen Donan, abgeleitet, der auf der Insel begraben sein soll.

## Geschichte
Die Burg ließ im 13. Jahrhundert der Clan MacDonald, die Lords of the Isles, errichten. Sie steht auf den Klippen über der Insel Pladda und der Einfahrt zum Firth of Clyde. Sie diente der Abwehr von Feinden, die über den Firth angriffen.
Kildonan Castle wurde von den Königen von Schottland, zum Beispiel von Robert III., als Jagdschloss genutzt, solange die Insel der Krone gehörte. 1544 wurde die Burg Eigentum der Earls of Arran.

## Beschreibung
Die Überreste bestehen aus einem Turm mit rechteckigem Grundriss, der eine Fläche von 6,7 Meter × 8,7 Meter bedeckt. An der Nordwestecke sind die Trümmer nach 11–12 Meter hoch. Ursprünglich hatte der Turm drei Stockwerke, das erste in der Höhe durch einen Holzboden aufgeteilt. Erdgeschoss und erstes Obergeschoss hatten Gewölbedecken. Die oberen Stockwerke hatten Holzdecken.
Es gibt Überreste eines in den Fels gehauenen Grabens, 3–4 Meter östlich des Turms. Dieser setzte sich vermutlich nach Norden und Westen fort, aber diese Teile sind heute verfüllt.
Historic Scotland hat Kildonan Castle als Scheduled Monument gelistet.